# Quintette à cordes no 6 K. 614
Le Quintette à cordes no 6 en mi bémol majeur K. 614 est un quintette à cordes composé par Mozart à la demande de Johann Tost, le 12 avril 1791 à Vienne. Ce quintette est écrit pour deux violons, deux altos et violoncelle. C'est la dernière œuvre de musique de chambre écrite par Mozart. La tonalité de mi bémol (3 bémols à la clé) indique une intention maçonnique. 

## Structure de l'œuvre
Ce quintette se compose de quatre mouvements :
1. Allegro di molto,  en mi bémol majeur, à 
, 2 sections répétées 2 fois (mesures 1 à 86, mesures 87 à 214), 232 mesures - partition
2. Andante, en si bémol majeur,  à , sections répétées 2 fois : mesures 1 à 8, mesures 9 à 16, mesures 52 à 63, mesures 64 à 78, 116 mesures - partition
3. Menuetto: Allegretto, en mi bémol majeur, avec le trio en mi bémol majeur, à 
, 49 + 48 mesures - partition
4. Allegro, en mi bémol majeur, à 
, 2 sections répétées 2 fois (mesures 1 à 8, mesures 9 à 24) 327 mesures - partition

- Durée de l'interprétation : environ 30 minutes

## Analyse de l'œuvre
Introduction de l'Allegro di molto (violon 1, alto 1) :
La lecture audio n'est pas prise en charge dans votre navigateur. Vous pouvez télécharger le fichier audio.
Première reprise de l'Andante (violon 1) :
La lecture audio n'est pas prise en charge dans votre navigateur. Vous pouvez télécharger le fichier audio.
Première reprise du Menuetto: Allegretto (violon 1 et 2) :
La lecture audio n'est pas prise en charge dans votre navigateur. Vous pouvez télécharger le fichier audio.
Première reprise de l'Allegro (violon 1) :
La lecture audio n'est pas prise en charge dans votre navigateur. Vous pouvez télécharger le fichier audio.